# Alfa Romeo Kamal
Alfa Romeo Kamal – samochód koncepcyjny typu SUV zaprojektowany przez włoskiego producenta samochodów Alfa Romeo. Kamal został zaprezentowany na Targach motoryzacyjnych w Genewie w 2003 roku. Korzystał z platformy Fiat Premium, wspólnej z 159, Spider i Brera. Na etapie projektowania Alfa Romeo używała nazwy projektu CXover. W sanskrycie Kamal oznacza „lotos”. W języku arabskim termin ten oznacza „doskonałość” lub „syntezę przeciwieństw”. W 2015 roku temat produkcji Alfy Romeo Kamal Concept powrócił, jednak z planów firmy z Włoch również wtedy nic nie wyszło. Mimo to w kwietniu 2016 r. Alfa Romeo zastrzegła nazwę Kamal. Crossoverem, który dość mocno przypomina koncepcyjny model Kamal, jest Alfa Romeo Stelvio. Jego sprzedaż ruszyła w 2018 r. Pod maskę Alfa Romeo Kamal trafiła jednostka V6 o pojemności skokowej 3,2-litrów i mocy 250 KM i 300 Nm, która pochodziła oryginalnie z Alfy Romeo 147 GTA. Według danych szacunkowych samochód był w stanie rozpędzić się do ponad 200 km/h.